# Вороново (Усть-Кубинский район)
Вороново — деревня в Усть-Кубинском районе Вологодской области.
Входит в состав Богородского сельского поселения, с точки зрения административно-территориального деления — в Богородский сельсовет.
Расстояние по автодороге до районного центра Устья — 51 км, до центра муниципального образования Богородского — 2 км. Ближайшие населённые пункты — Богородское, Марковская, Залесье, Сидоровская, Васюткино, Спиченская.
По переписи 2002 года население — 6 человек.